# Dimorphodon
Dimorphodon (gr. di "dos", morphe, "forma" y odon, "diente"; "dientes de dos formas") es un género de pterosaurios ranforrincoideos del Jurásico Inferior, hace 195 a 190 millones de años. Fue nombrado por el paleontólogo Richard Owen en 1859.

## Historia
Los restos fósiles se hallaron en Inglaterra; Mary Anning descubrió el primer Dimorphodon (D. macronyx) en Lyme Regis (Dorset) en 1828.

## Características
Dimorphodon tenía una envergadura aproximada de 1,4 m y una longitud de 1 m, contando la cola.
Tenían un cráneo grande y voluminoso, cuyo peso se reducía gracias a la presencia de grandes cavidades separadas por delgadas paredes óseas. Esta estructura, que recuerda los arcos de un puente, llevó a Owen a afirmar que ningún otro vertebrado había conseguido una economía tan grande en cuanto a peso se refiere en sus estructuras óseas. No obstante, la estructura corporal de Dimorphodon muestra muchos caracteres primitivos, como un cerebro muy pequeño. El pico era fuerte y flexible, y pudo tener una bolsa membranosa inferior.

## Paleobiología

### Hábitat
Los hábitos en vida de Dimorphodon son poco conocidos; vivió probablemente en regiones costeras. 

### Dieta
Sus dientes sugieren que, como otros muchos pterosaurios, tenía una dieta piscívora, aunque pudo también cazar pequeños animales terrestres.

### Locomoción en tierra

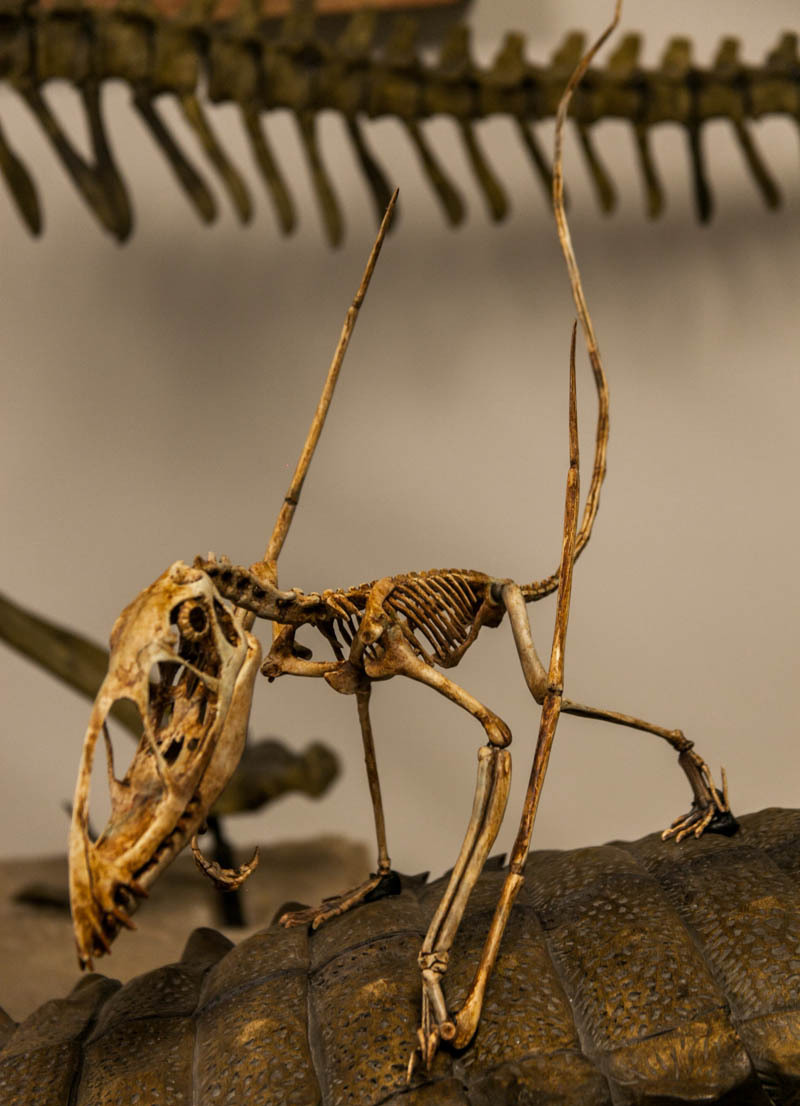
D. macronyx montaje esquelético.

Se sugirió que era bípedo, aunque los fósiles y las huellas de pterosaurios indican que eran cuadrúpedos cuando caminaban por el suelo.

## Galería

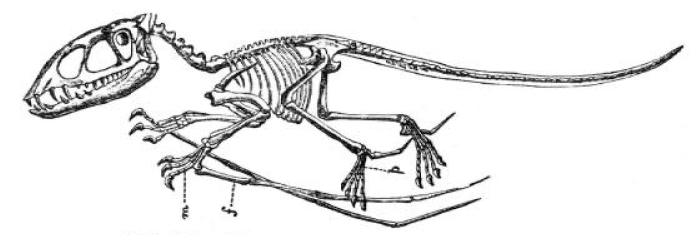
Reconstrucción de Dimorphodon
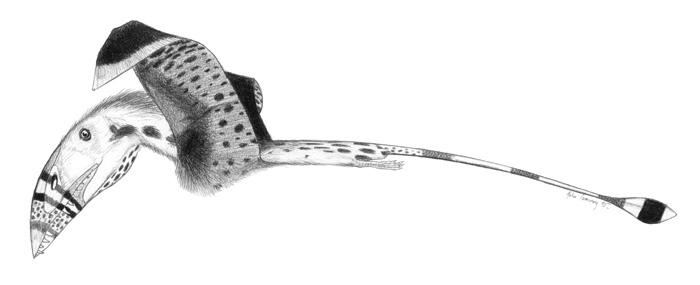
Reconstrucción de Dimorphodon macronyx
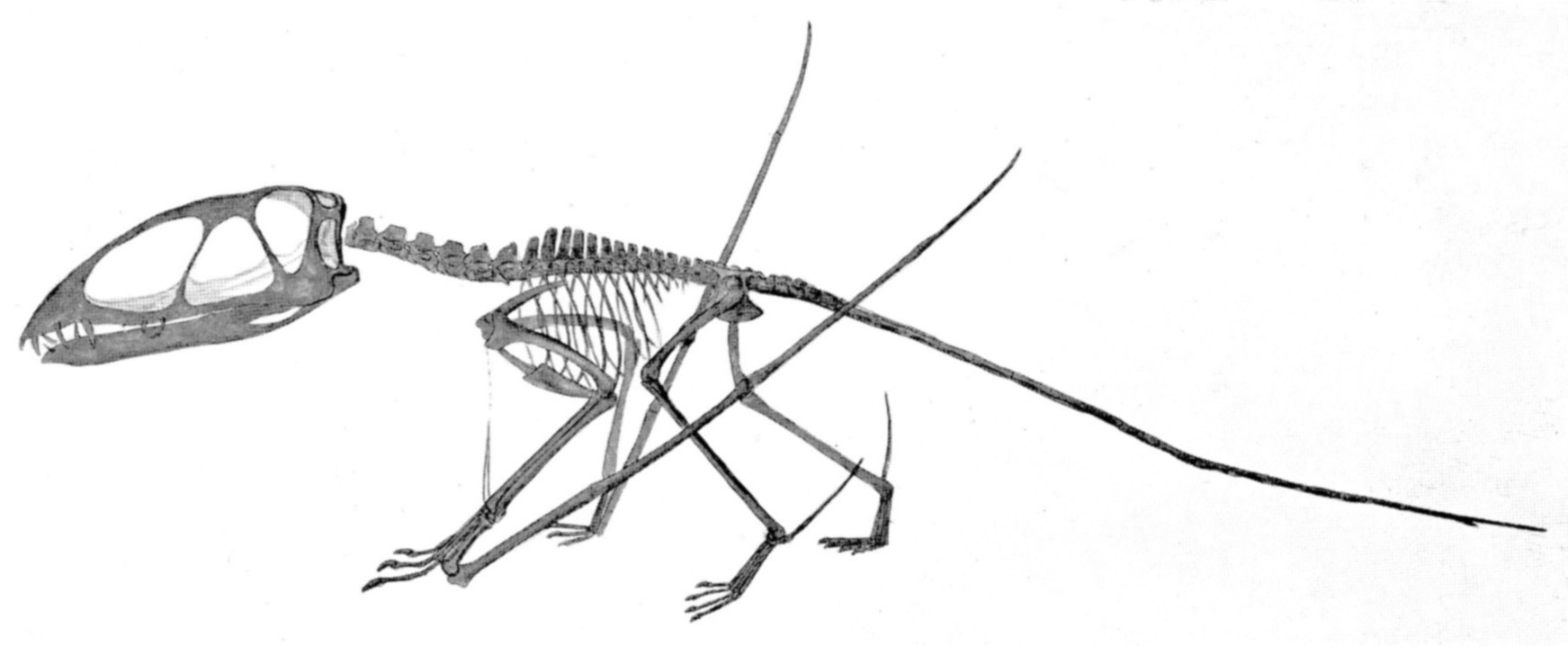
Esqueleto de Dimorphodon macronyx
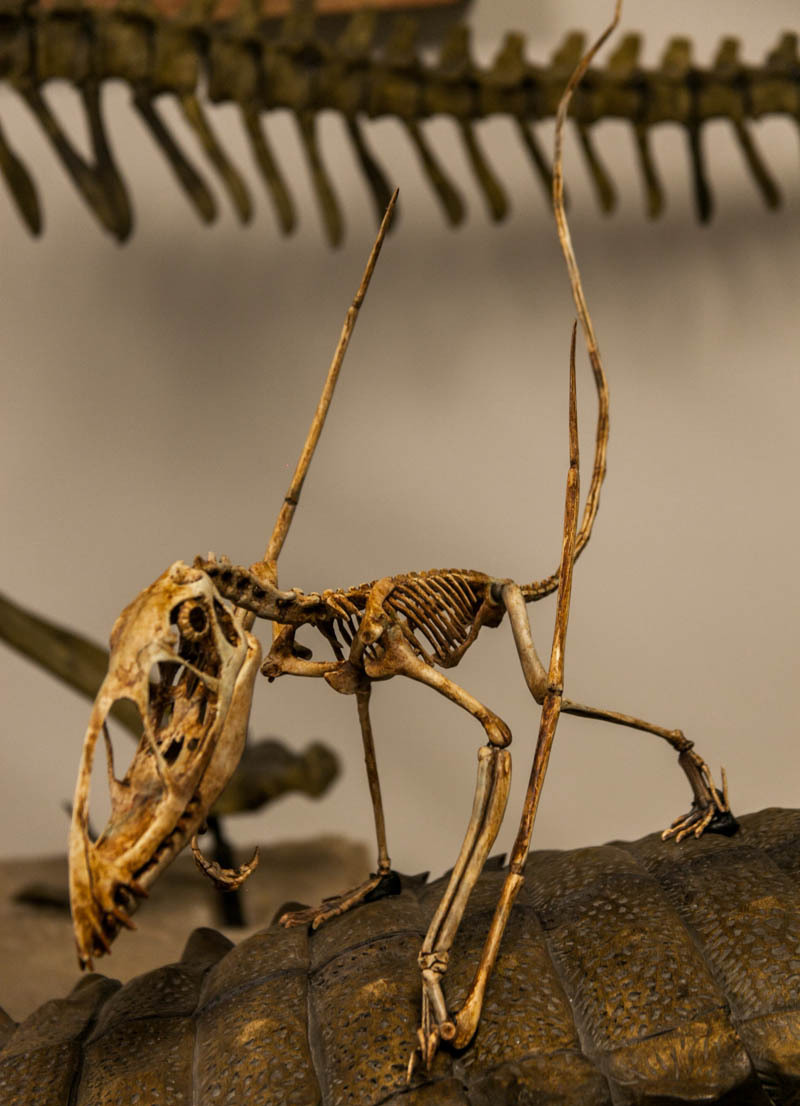
Esqueleto de Dimorphodon